# Larinia jeskovi
Larinia jeskovi är en spindelart som beskrevs av Yuri M. Marusik 1987. Larinia jeskovi ingår i släktet Larinia och familjen hjulspindlar. Inga underarter finns listade i Catalogue of Life.